# Charlene Taitt
 Charlene Olivia Taitt (sinh ngày 2 tháng 9 năm 1984) là một vận động viên cricket nữ người Tây Ấn. Cô đã đại diện cho West Indies trong giải 16 WODIs (16 Women's ODIs ) và giải đấu WT20I (Women's Twenty20 International) . Charlene đã chơi ở World Cup Cricket nữ 2009 và là thành viên của đội cricket West Indies tại World Cup 2009 của ICC.